# Slah Karoui
Pour les articles homonymes, voir Karoui.
Slah Karoui (arabe : صلاح القروي), né le 11 septembre 1951 à Sousse, est un footballeur tunisien.
Lancé en seniors au début de la saison 1970-1971, il joue comme ailier droit avant d'occuper le poste de demi-défensif et enfin de libéro. 

## Biographie
Après un parcours moyen chez les jeunes, il joue son premier match senior le 20 septembre 1970 et s'impose comme un excellent attaquant avec ses dribbles, sa technique et son sens du but. Il dispute 20 des 26 matchs de son club et marque cinq buts pour sa première saison.
L'année suivante, il devient indispensable pour son équipe en disputant tous ses matchs et en marquant sept buts. Appelé en équipe nationale, il dispute son premier match le 6 juin 1973 contre l’équipe du Brésil. Il dispute trois autres rencontres internationales et marque un but contre l’équipe d'Irak mais n'arrive pas à s'imposer en sélection.
La saison 1975-1976 l'éloigne des terrains pour blessure et il n'y dispute qu'un seul match. À son retour, les entraîneurs Aleksei Paramonov et Mohsen Habacha lui attribuent le poste de demi-défensif puis, l'année suivante, Abdelmajid Chetali suivi de Raouf Ben Amor le chargent du rôle de libéro. Cependant, les blessures précipitent la fin de sa carrière. 

## Palmarès
- Vainqueur du championnat de Tunisie : 1972
- Vainqueur de la coupe de Tunisie : 1974 et 1975
- Vainqueur de la coupe du Maghreb des clubs champions : 1973
- Vainqueur de la coupe du Maghreb des vainqueurs de coupe : 1975
- Vainqueur de la coupe de Palestine : 1973

## Statistiques
- Matchs en championnat de Tunisie : 148 (30 buts)
- Matchs en coupe de Tunisie : 27 (9 buts)
- Matchs en coupes du Maghreb : 6
- Sélections : 6 (1 but)